# Lohner-Werke
Die Lohner-Werke, auch Lohnerwerke waren ein in Wien ansässiges Unternehmen, das 1821 vom Sattlermeister Ludwig Laurenzi gegründet wurde und anfangs dessen Namen trug. Die Firma war industrieller Hersteller von Fuhrwerken, Kraftfahrzeugen, Flugzeugen und Straßenbahnen. 1971 wurde das Unternehmen vom kanadischen Bombardier Konzern aufgekauft. 
In den Jahren 2010 bis 2022 produzierte die von Andreas Lohner neu gegründete Firma Lohnerwerke Elektrofahrräder und Elektromotorräder. 
Bombardier setzte nach der Übernahme den Bau von Schienenfahrzeugen in Wien fort. 2008 wurde die Produktion in ein neues Werk übersiedelt, das seit 2021 zum Alstom Konzern gehört. An der Stelle der ehemaligen Lohner Werke wurde eine Wohnhausanlage errichtet.

## Geschichte

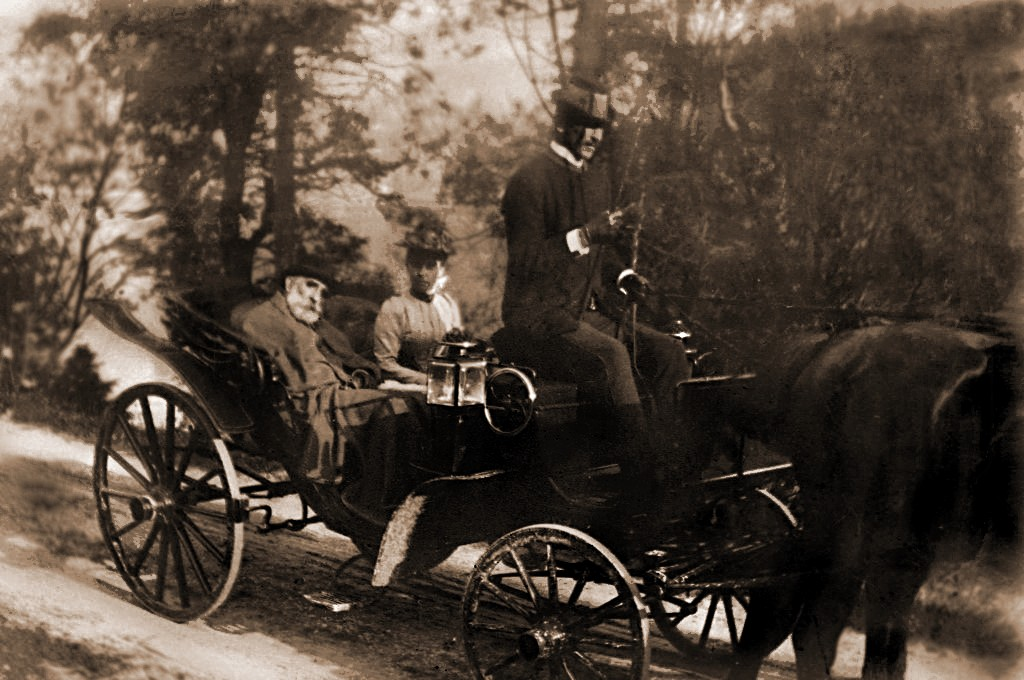
Der Gründer Jacob Lohner, links sitzend, vermutlich ein Jahr vor seinem Tod

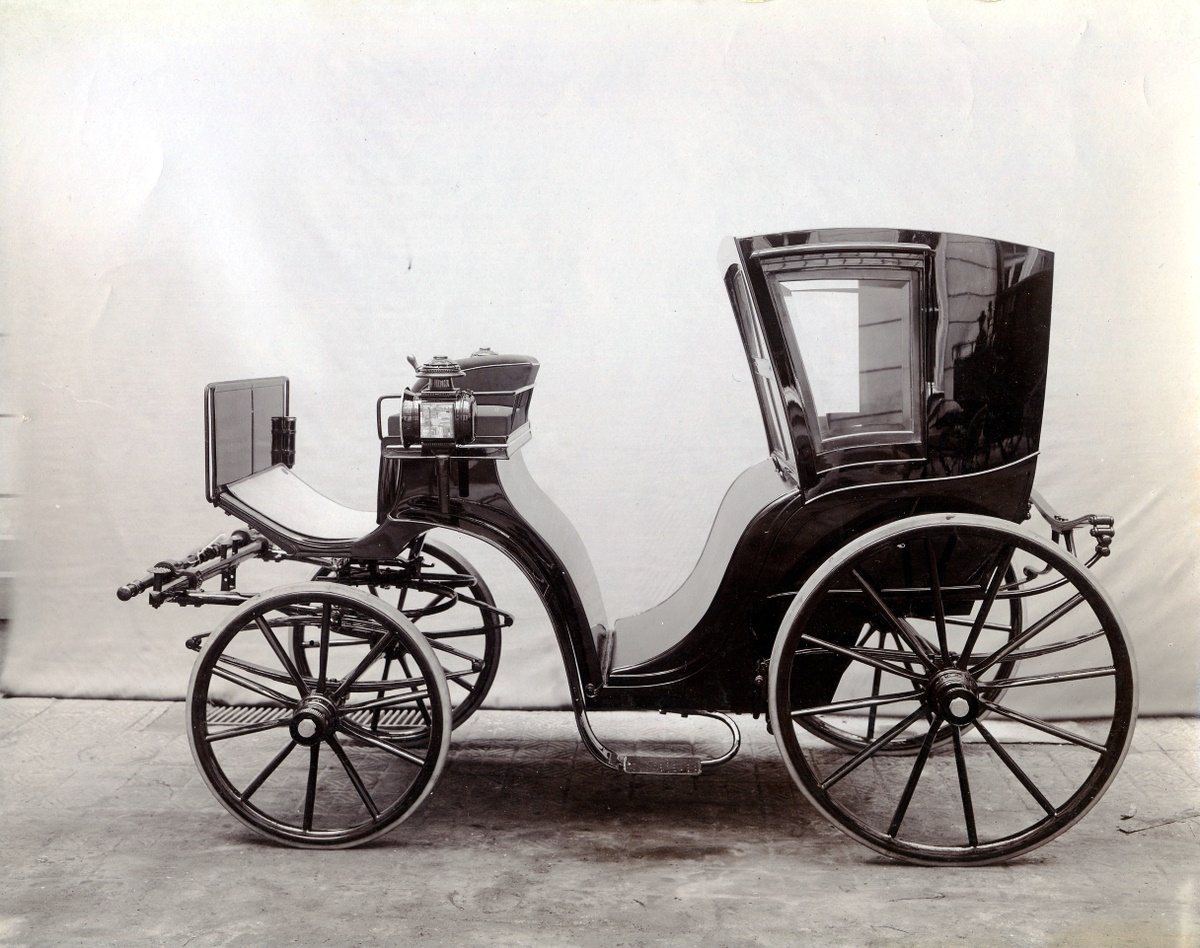
Luxuskutsche von Lohner vmtl. um 1910

Altes Briefpapier mit dem Logo von Jacob Lohner & Comp. vor 1918, unten das Logo der Lohnerwerke ab 1918

Gegründet wurde das Unternehmen am 18. März 1821 von Heinrich Lohner (1786–1855), einem Wagnermeister, der vor der Einziehung in die Französische Rheinarmee aus Deutschland geflüchtet war. Er fasste in seiner Fabrik die bisher einzelnen Wagenbaugewerbe zusammen.
Sein Sohn Jacob Lohner (1821–1892) war ein Wagenfabrikant von Weltruf, spezialisiert auf Luxus- und Ambulanzwagen. Er arbeitete zuvor beim Sattlermeister Ludwig Laurenzi († 1859). Nach der Meistererkennung schlossen sich Ludwig Laurenzi, Jacob Lohner und Josef Neuhs am 31. Dezember 1851 zu „L. Laurenzi und Comp.“ zusammen, mit dem Ausscheiden von Neuhs firmierte das Unternehmen als „Laurenzi und Lohner“.
Im Jahr 1857 heiratete Jacob Lohner Louise, die Tochter von Ludwig Laurenzi. Ihr Sohn Ludwig wurde ein Jahr später in 1858 geboren. Nachdem Ludwig Laurenzi im Februar 1859 starb, übernahm Jacob Lohner das Unternehmen. Auf einer Skandinavienreise wurde er am 21. April 1860 per Dekret zum „königlich schwedischen Hoflieferanten“ ernannt.
Jacob Lohner und sein Schwager Josef Brauner, ebenfalls im Wagnergewerbe, schlossen sich am 31. Juli 1868 unter dem neuen Unternehmensnamen (Firma) „Jacob Lohner & Comp.“ zusammen. Mittlerweile produzierte das Unternehmen fabrikmäßig 300 bis 500 Wagen pro Jahr. Ab dem 21. August 1876 durfte Lohner den Titel eines „k. u. k. Hof-Wagenlieferant“ führen, er war ebenfalls königlicher Hoflieferant von Schweden, Norwegen und Rumänien.
Das Gelände in der Servitengasse 19 wurde zu klein, die zunehmenden Exporte erforderten eine größere Betriebsstätte als im 9. Wiener Gemeindebezirk vorhanden war. 1873 wurden bereits 10.000 Fahrzeuge produziert. Die Fabrik wurde nach der Wiener Donauregulierung nach Floridsdorf verlegt, das 30.000 m² anbot. Das Direktionsgebäude blieb jedoch im 9. Bezirk in der Porzellangasse 2.
Jacob Lohner schied im Jahr 1886 aus dem Unternehmen aus und sein Sohn Ludwig Lohner (1858–1925) übernahm die Leitung. Im Jahr 1892 erhielt er den Hoflieferantentitel. Unter seiner Führung wurden die Lohnerwerke die größte Pferdewagenfabrik in der Österreichisch-Ungarischen Monarchie. Im Jahr 1897 durfte Lohner Benzin-Motorwagen in Betrieb setzen, später wurden Elektroautos serienmäßig produziert. Ab 1909 wandte sich Ludwig Lohner dem Flugzeugbau zu und wurde damit in Österreich-Ungarn führend.
Lohner war neben Carl Marius und Sebastian Armbruster während der Regierungszeit von Kaiser Franz Joseph die vom Wiener Hof am häufigsten beauftragte Wagenfabrik. Am 15. Januar 1918 wurde die Firma in „Lohnerwerke GmbH Wien“ geändert.

### Übernahme durch Bombardier und Alstom
Im Jänner 1970 erwarb der kanadische Bombardier-Konzern, nach intensiven Verhandlungen mit der Familie Lohner, die Lohnerwerke und damit auch alle in ihrem Besitz befindlichen Rotax-Aktien. Die Lohnerwerke, Rotax und Bombardier waren bereits vorher durch enge Kooperationen verbunden. So hatte Rotax zum Beispiel das weitbekannte Schneemobil „SkiDoo“ unter Lizenz gebaut. In der Folge der Übernahme wurden die Unternehmen zuerst in Rotax, dann in Bombardier-Rotax GmbH umbenannt. Das in Oberösterreich in Gunskirchen ansässige Motorenbauunternehmen Rotax wurde im Jahr 2003 als Teil von Bombardier Recreational Products unabhängig vom Bombardier Konzern.
Das ehemalige Lohnerwerk in Wien blieb nach der Übernahme durch Bombardier weiterhin ein wichtiger Lieferant der Wiener Straßenbahn, für welche bis in die 90er des 20. Jahrhunderts DUEWAG-Lizenzbauten gefertigt wurden. In den 1990er Jahren entwickelte Bombardier mit dem niederflurigen Typ T für die Wiener U6 ein U- und Stadtbahnfahrzeug, das die Basis für die Baureihe Flexity Swift darstellt. Zur Jahrtausendwende wurde mit dem Cityrunner ein gänzlich neues Fahrzeugkonzept entwickelt aus dem ab dem Jahr 2009 der Flexity 2 hervor ging.
Das ehemalige Wiener Lohnerwerk blieb auf die Konstruktion und Herstellung von Light-Rail-Schienenfahrzeugen (Straßenbahnen) spezialisiert und agierte zunächst unter dem Namen „Bombardier Wien Schienenfahrzeuge“ (BWS), später als Bombardier Transportation Austria GmbH. Im Jahr 2008 übersiedelte der Betrieb in ein neu errichtetes Werk in der Hermann-Gebauer-Straße in Wien-Donaustadt. Das alte Werk in der Donaufelder Straße in Floridsdorf wurde gänzlich abgetragen und an dessen Stelle eine Wohnhausanlage errichtet.
Im Jänner 2021 wurde Bombardier Austria Teil des französischen Schienenfahrzeug-Herstellers Alstom, der die Schienenfahrzeugsparte von Bombardier erwarb. Das Werk in Wien mit rund 700 Mitarbeitern wurde Teil einer eigenständigen Regionalorganisation von Alstom, für Deutschland, Österreich und die Schweiz (D-A-CH).

### Gescheiterte Neugründung
Im Jahr 2010 entschied Andreas Lohner nach vierzigjähriger unternehmerischer Unterbrechung der Familie eine Neugründung der Lohnerwerke vorzunehmen. Der Fokus der Lohnerwerke GmbH & Co KG mit Sitz in Wien wurde auf dem Zweiradbau gelegt. Zum Produktportfolio gehörten ein Roller sowie ein Fahrrad mit elektrisch angetriebenem Motor. Im Juli 2022 wurde allerdings die Liquidation des Unternehmens bekannt gegeben – Produktion und Vertrieb wurden eingestellt.

## Automobilbau

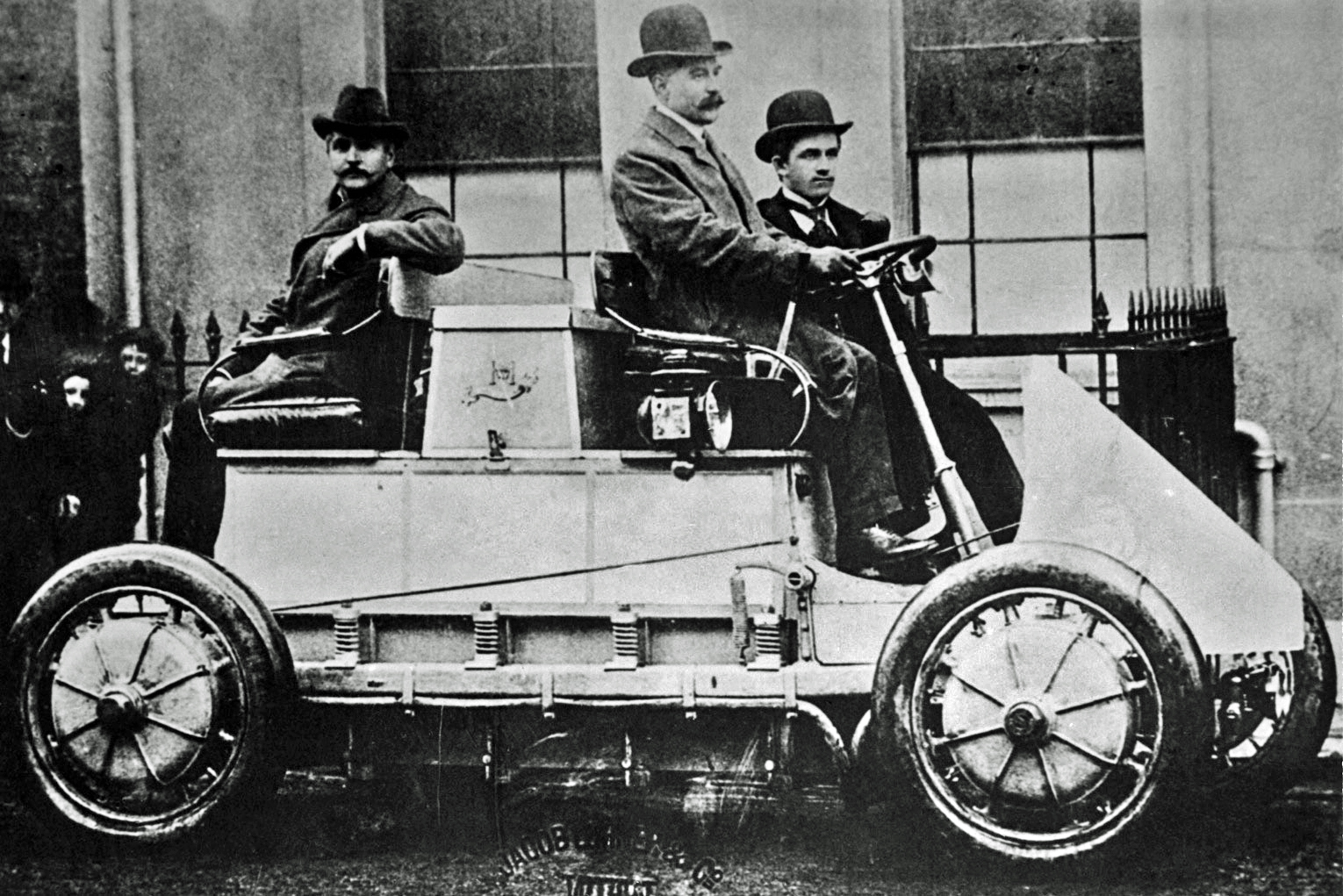
Der Lohner-Porsche, eines der ersten Hybridfahrzeuge der Welt

Als erster Österreicher erkannte Lohner die Bedeutung des Automobilbaus und begann ab dem Jahr 1897 mit fabrikmäßigem Bau. Mit zwei Fahrzeugen nahm er von Mai bis Oktober 1898 an der Collektivausstellung österreichischer Automobilbauer im Rahmen der Kaiser-Franz-Joseph-Jubiläumsausstellung teil, auf der die vier ersten im damaligen Österreich gebauten Automobile gezeigt wurden (darunter auch der Wagen von Siegfried Marcus aus den Jahren 1888/89 und Nesselsdorf Präsident). Da kein brauchbarer Motor zur Verfügung stand, entwickelte er mit dem jungen Ingenieur Ferdinand Porsche einen Elektroantrieb. Der Lohner-Porsche war die Sensation der Weltausstellung 1900 in Paris. Ab 1901 arbeitete man an einem gemischten Antrieb (Benzin/Strom (Hybridantrieb)), dem Mixte-Wagen.
In der Zeit nach 1900 begann Lohner auch O-Busse, sowie Karosserien für die Unternehmen Gräf & Stift und Steyr zu bauen, die keine eigenen fertigen konnten.

## Flugzeugbau

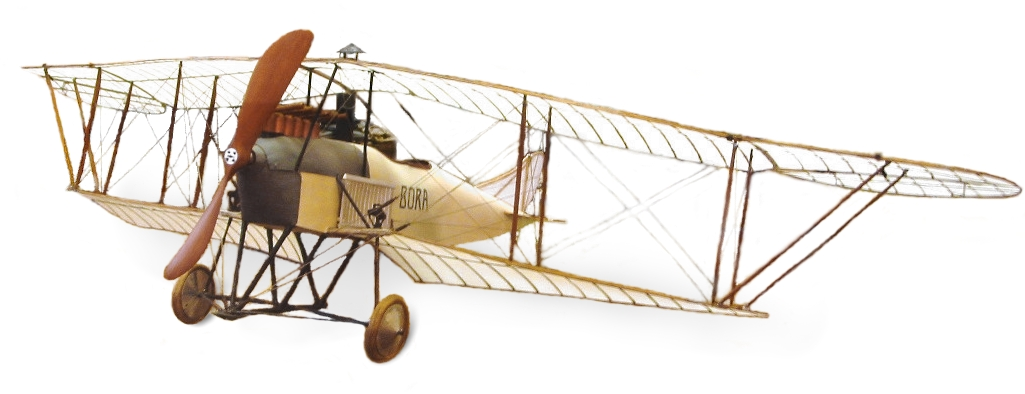
Modell des Lohner-Pfeilfliegers (im Heeresgeschichtlichen Museum)

1909 begannen die Lohnerwerke mit dem Flugzeugbau. Bis zum Ende des Ersten Weltkrieges stellte Lohner 685 Land- und Wasserflugzeuge her. Am Anfang standen einige Prototypen, später (ab ca. 1912) bauten sie 36 Exemplare der weiterentwickelten Etrich Taube und ihre erfolgreichen Eigenentwicklungen, den Lohner Pfeilflieger und die Lohner Flugboote (z. B.: Lohner Type L), ein Land-/Wasserflugzeug mit 350 PS. Lohner war in Österreich-Ungarn einer der wichtigsten Flugzeugproduzenten und -entwickler. Der Waffenstillstand von Villa Giusti beendete am 3. November 1918 den Ersten Weltkrieg. In der Folge verbot der Vertrag von Saint-Germain den Flugzeugbau im Deutsch-Österreich, auch verlor Lohner mit Kriegsende wichtige Absatzmärkte und musste sich fortan auf den Karosseriebau beschränken.

## Straßenbahn

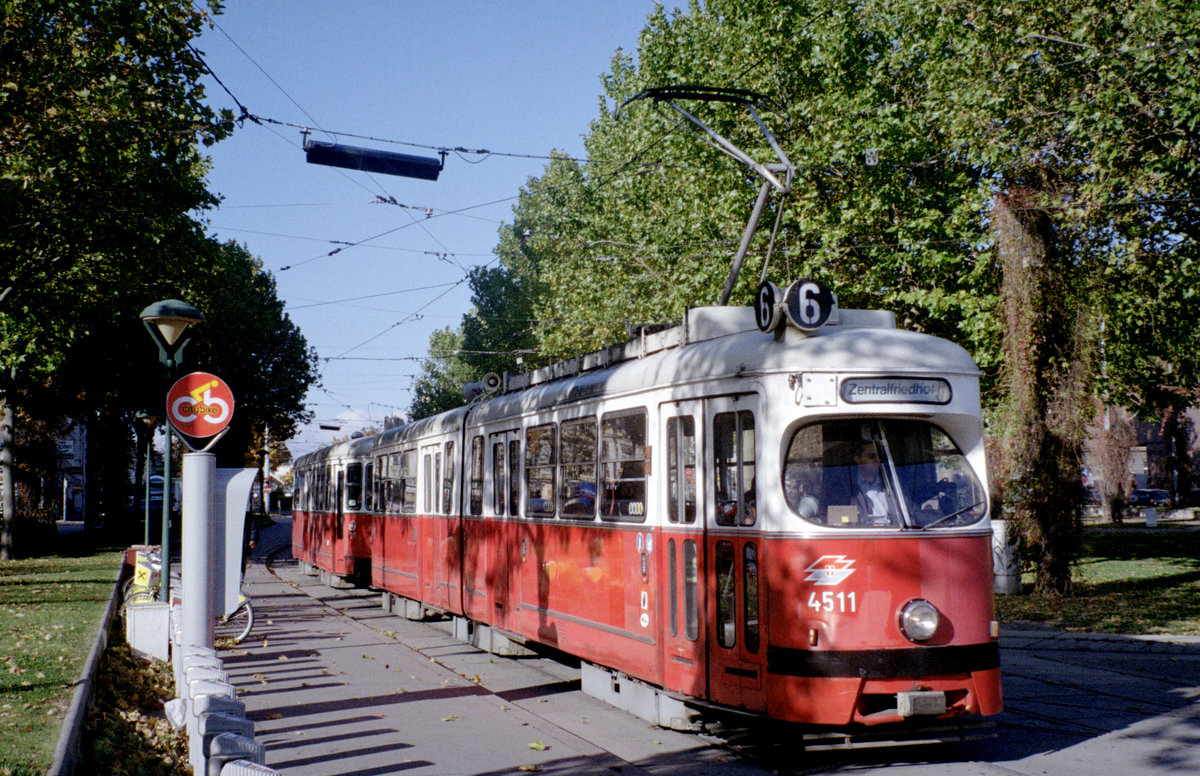
Wiener Straßenbahntriebwagen Type E_{1} nach Duewag-Lizenz

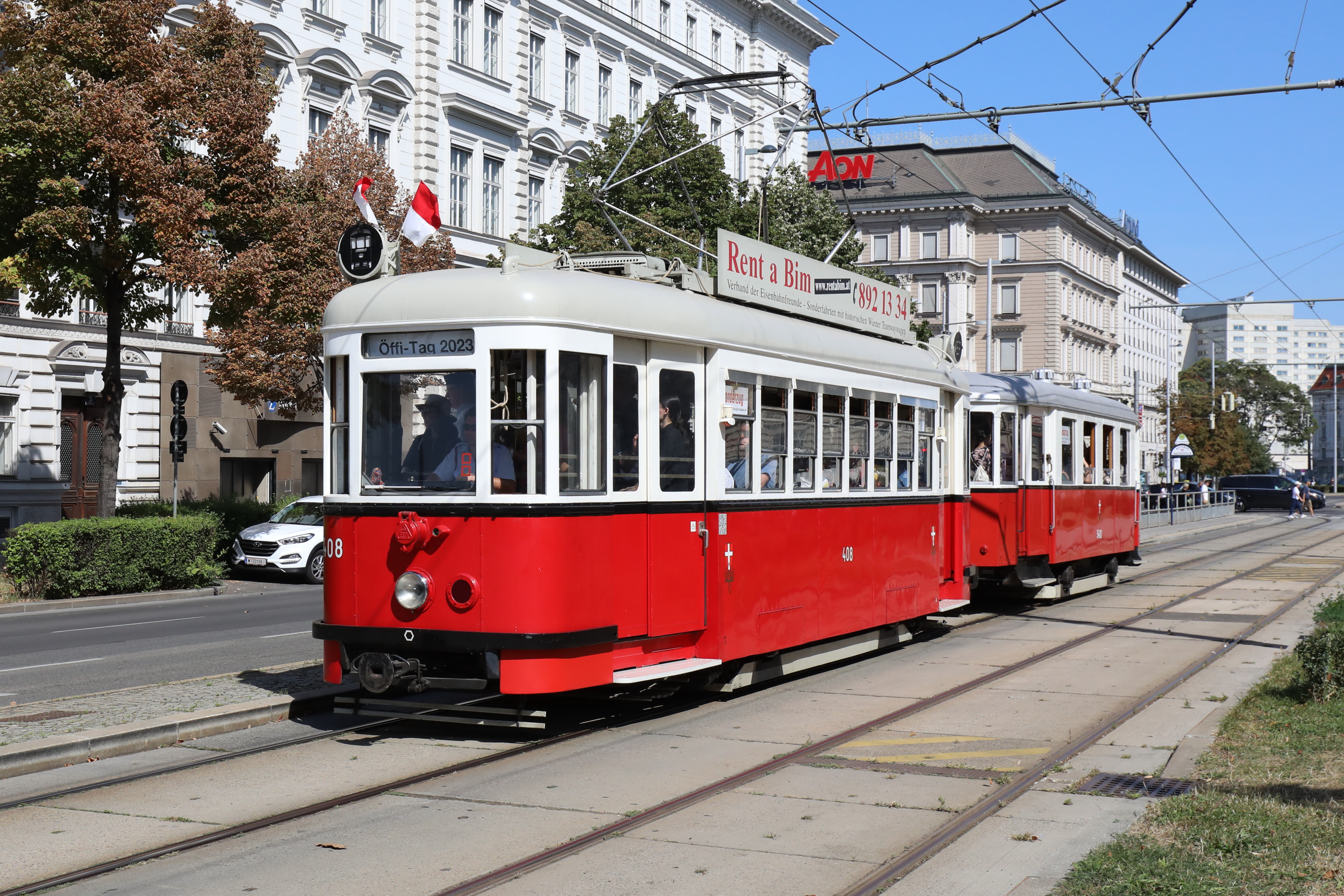
Wiener Straßenbahntriebwagen Type T aus dem Jahr 1954, unter Verwendung einer Plattform aus dem Jahr 1900

Mit dem Straßenbahnbau begannen die Lohnerwerke nach dem Ersten Weltkrieg, als der Flugzeugbau untersagt wurde. 1926 bekamen die Werke den Auftrag, Straßenbahnwagen für die Wiener Verkehrsbetriebe zu bauen. Damit ging das Wachstum wieder kurz aufwärts, bis das Werk im Jahr 1934 ganz geschlossen werden musste. Im Jahr 1938 nach dem Anschluss wurde es allerdings wieder eröffnet.
Neben der Maschinen- und Waggonbau Fabrik AG Simmering und der Grazer Maschinen- und Waggonbau-Aktiengesellschaft (die später zur Simmering-Graz-Pauker AG fusionierten) waren die Lohnerwerke die wichtigsten Lieferanten für Straßenbahnbetriebe in ganz Österreich.
Seit den 1950er-Jahren zählten die Wiener Lohnerwerke zu den mittelgroßen Straßenbahnproduzenten. Exporterfolge gelangen allerdings erst seit den 1990er-Jahren unter der Ägide der Bombardier-Rotax GmbH. In den Werken gefertigte Fahrzeuge verkehren unter anderem in Brüssel, Croydon, Eskişehir, Graz, Innsbruck, Köln, Linz, Saarbrücken, Stockholm und Wien. Bis in die 1990er-Jahre baute Bombardier-Rotax für Wien und andere Städte Österreichs nach Lizenzen des deutschen Straßenbahnherstellers Düwag.

## Motorroller
Nach dem Zweiten Weltkrieg begann die Ära der Moped- und Rollerproduktion. Das Wiener Unternehmen zeichnete sich als Pionier des Rollerbaus in Österreich aus. Der wohl bekannteste Roller von Lohner war der L 125. Auch Mofas, wie die Baureihe Sissy, genießen heute noch Kultstatus. Er hatte als einziger einen ILO-Motor und keinen Rotax. Sonst waren die Motorroller von Lohner bestückt mit den von Rotax unter Lizenz gebauten Fichtel-&-Sachs-Motoren. Im Jahr 1959 wurde die Aktienmehrheit am Rotax-Motorenwerk in Gunskirchen durch die Lohnerwerke übernommen.

### Lohner L 98
Der Lohner L 98 war der erste österreichische Motorroller und ging am 13. April 1950 mit einem Kaufpreis von 4360 Schilling in Serie. Der Roller war mit einem einzylindrigen Zweitakt-Motor ausgestattet, der 2,25 PS leistete. Bei einer Pressekonferenz im Wiener Volksgarten wurde der Lohner Roller der Öffentlichkeit zum ersten Mal präsentiert und erregte einiges an Aufmerksamkeit. So berichtete die Fachzeitschrift „Internationaler Verkehrsbedarf“: „Eine für Österreich bahnbrechende Neuerung, die sehr wohl geeignet erscheint, das Straßenbild unserer Städte zu verändern und die unserem Land den Anschluss an eine Entwicklung beschert, die in anderen Ländern, insbesondere in Italien, schon weit vorgeschritten ist.“

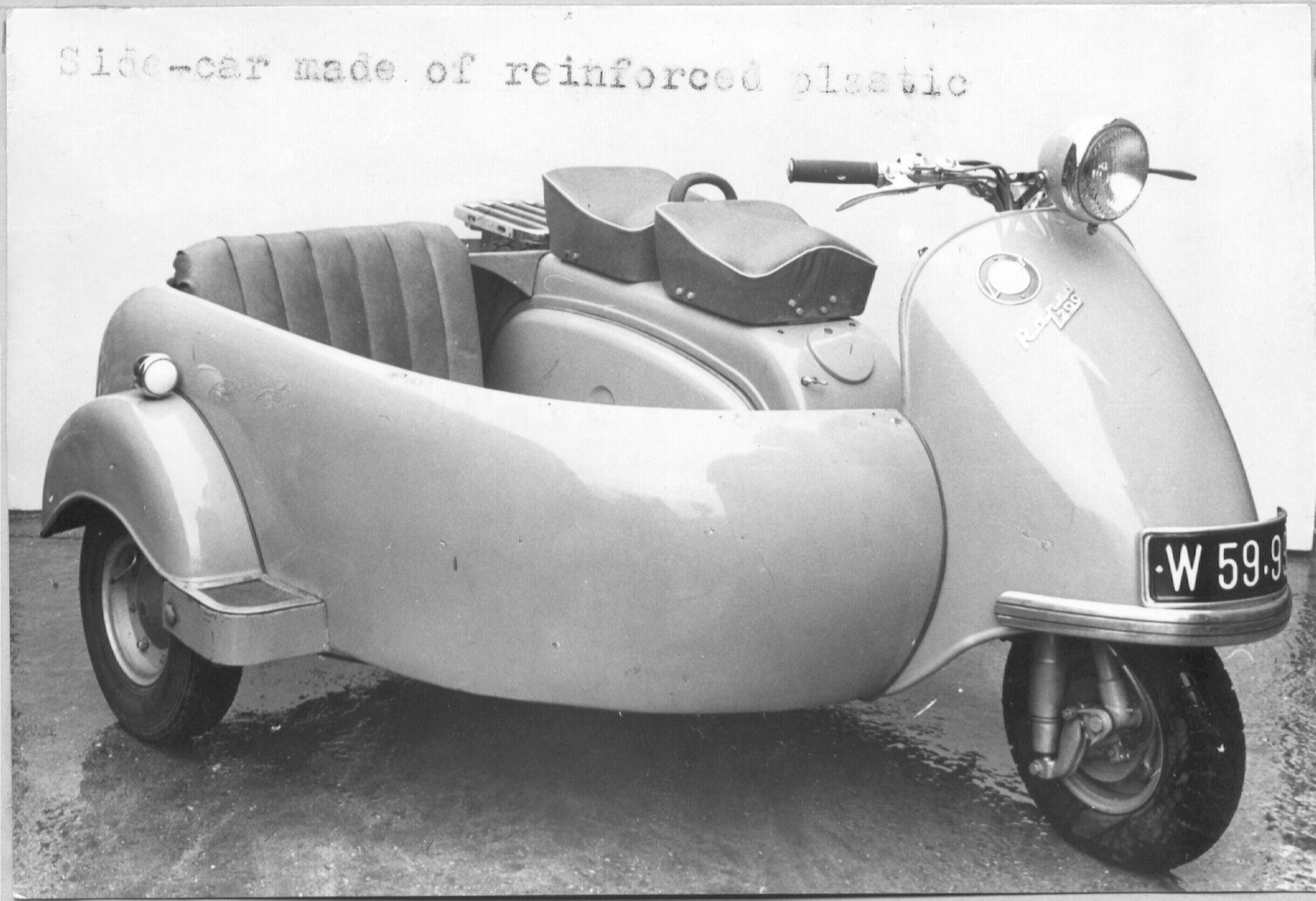
Lohner-Erfindung „Beiboot“ aus Fiberglas am Lohner-Roller L125

### Lohner L 200
Am 27. Jänner 1953 fand die offizielle Pressevorstellung eines neuen, stärkeren Lohner Rollers statt. Der Lohner L 200 S durfte als Antwort auf die starken deutschen Roller wie Maico-Mobil und Heinkel verstanden werden. Sein 8,5 PS starker Motor ermöglichte eine Höchstgeschwindigkeit von 60,9 km/h. Optional stand ein Leichtbeiwagen namens LB 200 zum Kauf zur Verfügung.

#### Vom Beiwagen zum Beiboot
Als die Beiwagen-Modelle durch ihre Praktikabilität gute Absätze verzeichnen konnten, konstruierte Lohner eine verbesserte Variante, das sogenannte „Beiboot“. Dabei waren Roller und Beiwagen nicht mehr voneinander getrennt, sondern verschmolzen zu einer formschönen Karosserie. Dadurch ließ sich einerseits Gewicht einsparen, andererseits konnte zusätzlicher Platz gewonnen werden.

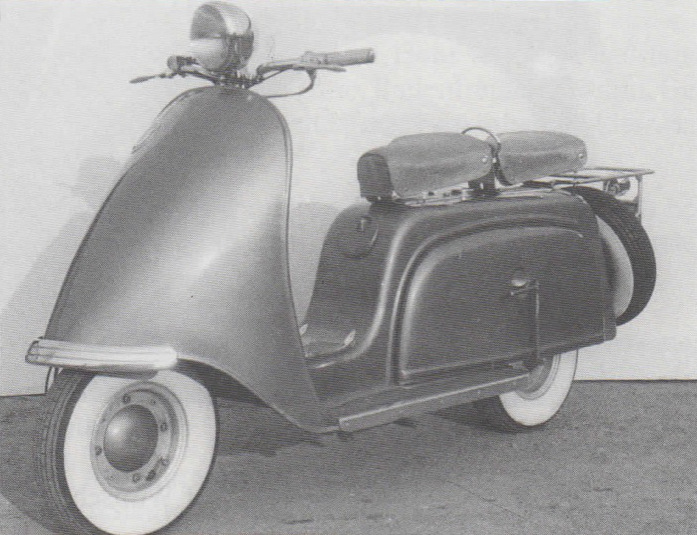
Lohner-Motorroller L125

### Lohner L 125
Anlässlich der Wiener Frühjahrsmesse 1954 stellten die Lohner-Werke den L 125 vor und stellten damit dem härtesten Konkurrenten Puch ein weiteres Modell entgegen. Sein unverwechselbares Design und seine Praktikabilität machten den 6,1 PS starken Roller sehr bald zum Verkaufsschlager. In der Zeitschrift „auto-touring“ des ÖAMTC war am 15. April 1956 folgendes zu lesen: „Der Motor des Lohner ist hervorragend. So etwas an Temperament, Durchzugsvermögen und Elastizität gab es in der 125er-Klasse nur selten.“ Die besondere Form des Bugs hat nicht nur ästhetische Hintergründe. Die Bugwölbung bewirkt weiters eine erhöhte Bodenhaftung, da ein gewisser aerodynamischer Abtrieb entsteht. Dies wirkt sich besonders bei gefährlichem Seitenwind positiv auf die Fahreigenschaften aus. Obwohl man hinten und vorne eine einseitige Radaufhängung wählte, wurde vor allem die Robustheit des Fahrzeugs hervorgehoben. Weiters lobte die Zeitschrift den versperrbaren Behälter hinter der Bugwand, in dem man kleine Einkäufe gut verstauen konnte.

### Lohner L 150

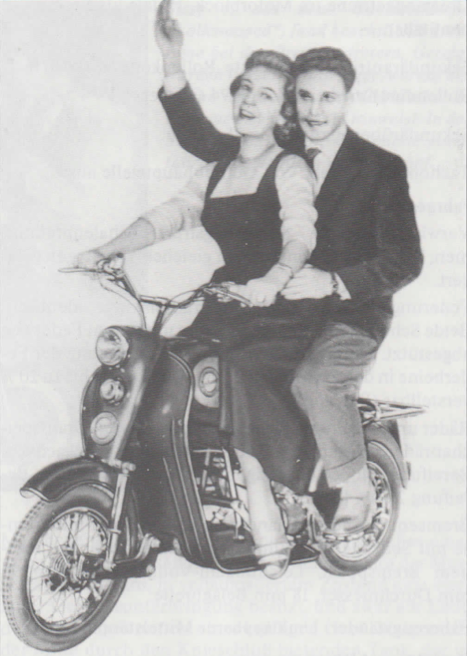
Lohner-Moped Sissy

Hierbei handelt es sich um das Nachfolgemodell des L 125, das bei der Frühjahrsmesse in Wien im Jahre 1958 vorgestellt wurde. Zu den technischen Neuerungen gehörten das 4-Gang-Getriebe und der größere Hubraum. Die Optik wurde nur geringfügig modernisiert. Der L150 erreichte eine Höchstgeschwindigkeit von 85 km/h und eignete sich durch den 8,5 PS starken Motor besonders gut für Bergfahrten. Die Steigfähigkeit wurde mit 30 % angegeben. Dies bestätigte auch die Tageszeitung „Express“: „Mit diesem Roller lassen sich praktisch alle vorkommenden Bergstraßen, einschließlich der Turracherhöhe, bezwingen.“

### Lohner Sissy
Das erste Lohner-Moped wurde bei der Frühjahrsmesse in Wien im Jahre 1957 unter dem Namen Sissy vorgestellt. Es hatte einen 50-cm³-Motor von Rotax-Sachs, der entweder 1,6 PS in der führerscheinfreien oder 2,2 PS in der führerscheinpflichtigen Ausführung leistete. Das Getriebe verfügte über eine Dreigang-Drehgriffschaltung. Als besonderes Feature diente der vermeintliche Tank als abnehmbarer Gepäckkoffer. Außerdem wusste Sissy besonders durch ihren niedrigen Verbrauch zu überzeugen. Im ersten Jahr wurden 3300 Stück verkauft, was zu damaligen Zeiten als Erfolg verbucht werden durfte. Die Fachzeitschrift „Motorrad“ stellte in folgendem Text die verschiedenen Module vor: „Die ,nackte‘ Sissy kostet 3790 Schilling, dann gibt es das einsitzige Moped mit Gepäcktank und Bughaube für 4680 oder man wählt als oberste Stufe die zweisitzige Ausführung mit Spritzwand und Trittbrett. Sämtliche Ausführungen gibt es auf Wunsch mit Kickstarter und Luxusreifen – kurz und gut, es werden sämtliche Wünsche und Anforderungen, die man an ein solches Fahrzeug heute stellen kann, restlos erfüllt. Am wesentlichsten erscheint es dabei, dass man erstmals auch ein ,Moped‘ zu zweit fahren darf.“ Eine besondere technische Lösung betraf das Scheinwerferlicht: Beim Standardmodell erlosch beim Umschalten auf Fernlicht der Mittelscheinwerfer, und zwei kleinere Seitenlampen bewirkten eine Breitausleuchtung. Bei der Luxusausführung war hingegen eine herkömmliche Bilux-Lampe verbaut und die Seitenlampen waren als Blinkleuchten ausgebildet.

## Sonstiges
Zehn Fahrzeuge und zahlreiche Kutschenzeichnungen von Lohner befinden sich heute in der Wagenburg im Schloss Schönbrunn. Zu den Wagen zählen neben einer zehnsitzigen, dunkelgrün lackierten und gelb beschnittenen Mailcoach („Drag“) von 1876, der 1889 gebaute und 1893 umgestaltete Leichen-Fourgon des Wiener Hofes und der große Fourgon mit Cabriolet von 1898.
Die Zentrale und das Archiv des Unternehmens befanden sich in der Porzellangasse 2, die Werkstätten waren an der Donaufelderstraße 75–79 im 21. Bezirk. Im Jahr 1970 wurde in Wien-Floridsdorf (21. Bezirk) die Lohnergasse nach Ludwig Lohner benannt. Der Schauspieler Helmuth Lohner war ein Nachfahre der Gründerfamilie Lohner.